# Ziegelhütte (Neuhof an der Zenn)
Ziegelhütte ist ein Gemeindeteil des Marktes Neuhof an der Zenn im Landkreis Neustadt an der Aisch-Bad Windsheim (Mittelfranken, Bayern). Ziegelhütte liegt in der Gemarkung Neuhof an der Zenn.

## Geografie
Die Einöde liegt am Leitenbach, einem rechten Zufluss der Zenn. 0,7 km südlich des Ortes erhebt sich der Wildenberg (397 m ü. NHN), circa 0,5 km nordöstlich der Kolmberg (411 m ü. NHN) und circa 0,5 km südwestlich der Zeilberg (369 m ü. NHN). Die Kreisstraße NEA 10 führt nach Neuhof an der Zenn (0,8 km nördlich) bzw. an der Straußmühle vorbei nach Hirschneuses (2,2 km südöstlich). Eine Gemeindeverbindungsstraße führt an Neuhof vorbei nach Unterfeldbrecht (1,8 km südlich).

## Geschichte
Gegen Ende des 18. Jahrhunderts gehörte die Ziegelhütte zur Realgemeinde Neuhof. Das Anwesen hatte das brandenburg-bayreuthische Kastenamt Neuhof als Grundherrn. Unter der preußischen Verwaltung (1792–1806) des Fürstentums Bayreuth erhielt die Ziegelhütte die Hausnummer 99 des Ortes Neuhof.
Von 1797 bis 1810 unterstand der Ort dem Justizamt Markt Erlbach und Kammeramt Neuhof. Im Rahmen des Gemeindeedikts wurde Ziegelhütte dem 1811 gebildeten Steuerdistrikt Neuhof an der Zenn und der 1813 gegründeten Munizipalgemeinde Neuhof an der Zenn zugeordnet (ab 1818: Ruralgemeinde Neuhof).

## Einwohnerentwicklung
| Jahr      | 001836 | 001840 | 001861 | 001871 | 001885 | 001900 | 001925 | 001950 | 001961 | 001970 | 001987 |
| Einwohner | 3      | 3      | 7      | 9      | 6      | 9      | 7      | 3      | 7      | 7      | *      |
| Häuser    | 1      | 1      |        |        | 1      | 1      | 1      | 1      | 1      |        | *      |
| Quelle    | [ 8 ]  | [ 9 ]  | [ 10 ] | [ 11 ] | [ 12 ] | [ 13 ] | [ 14 ] | [ 15 ] | [ 16 ] | [ 17 ] | [ 18 ] |

## Religion
Der Ort ist evangelisch-lutherisch geprägt und bis heute nach St. Thomas (Neuhof an der Zenn) gepfarrt. Die Katholiken gehören zur Kirchengemeinde Maria Namen (Markt Erlbach), die ursprünglich eine Filiale von St. Michael (Wilhermsdorf) war und seit 2019 eine Filiale von St. Johannis Enthauptung (Neustadt an der Aisch) ist.